# Persea stricta
Persea stricta är en lagerväxtart som beskrevs av Carl Christian Mez. Persea stricta ingår i släktet avokador, och familjen lagerväxter. Inga underarter finns listade i Catalogue of Life.